# آزادماهی چشمه‌ای
آزادماهی چشمه‌ای (Coregonus lavaretus lavaretus) گونه‌ای ماهی از خانوادهٔ آزادماهیان است.

## مشخصات
شکاف دهانی این ماهی بزرگ و تا قسمت خلفی چشم‌ها ادامه دارد. رنگ پشت ماهی قهوه‌ای و زیتونی مرمری است.
باله‌های زوج در قسمت خارجی دارای رنگ سیاه و سفید می‌باشند. در سن ۳-۵ سالگی طول این ماهی برابر با ۳۰-۴۰ و وزن آن به ۱ کیلو گرم می‌رسد. طول این ماهی به ندرت به ۴۵ سانتی متر می‌رسد. رشد این ماهیان بر حسب شرایط محلی متفاوت است ولی به‌طور کلی کوجک می‌مانند.

## زیست‌شناسی
آزاد ماهی چشمه‌ای در شمال شرقی آمریکا از سال ۱۸۴۴ در حوضچه‌های پرورش ماهی اروپا مورد بهره برداری قرار گرفته‌است، به علاوه امروزه در رودخانه‌های شمال اروپا به صورت وحشی یافت می‌شود. این ماهی که به ماهی آب سرد نیز معروف است نیاز به آب سرد و پاکیزه و پر اکسیژن دارد و چون در سطح آب به شکار می‌پردازد، احتیاجی به مخفی گاه ندارد. بنا بر این برای تکثیر و پرورش در جویبارها از قزل‌آلای خال قرمز مناسب‌تر می‌باشد. این ماهی در دریاچه‌هائی که دارای آب سرد و زلال است رشد قابل ملاحظه‌ای دارد.

## تغذیه
این ماهی از کرم‌ها، سخت پوستان بسیار ریز، لارو حشرات و نرم‌تنان تغذیه می‌کند و در هنگام بلوغ، ماهیان ریز نیز به جیره غذائی آن‌ها افزوده می‌شود.
زمان تخم‌ریزی از اواسط پائیز تا اوایل فروردین است. ماهیانی که بالغ شده‌اند، بدنشان دارای رنگ زیبائی می‌باشد و جزو آزاد ماهیان زیبا محسوب می‌شوند. تخم‌ها در گودال‌ها ریخته می‌شوند و سپس روی آن‌ها را با شن می‌پوشانند. قطر تخم‌ها ۴ میلی‌متر است و تعداد آن‌ها برای هر کیلوگرم از وزن بدن ماهی ماده ۲ هزار عدد می‌باشد. سن بلوغ ماهیان نر در اواخر دو سالگی و ماده‌ها در اواخر دو سالگی می‌باشد. امروزه مقاومت بدنی قزل‌آلای رنگین کمان موجب شده‌است که پرورش آزاد ماهی چشمه‌ای کمتر مورد توجه قرار گیرد.
دو رگه‌هایی از قزل آلاهای بومی و این ماهی به‌طور وحشی وجود دارند که به ماهب ببری معروفند.

## ارزش اقتصادی
این ماهی دارای گوشت لذیذی می‌باشد و از این نظر ماهی با ارزشی است.